# Skateboard

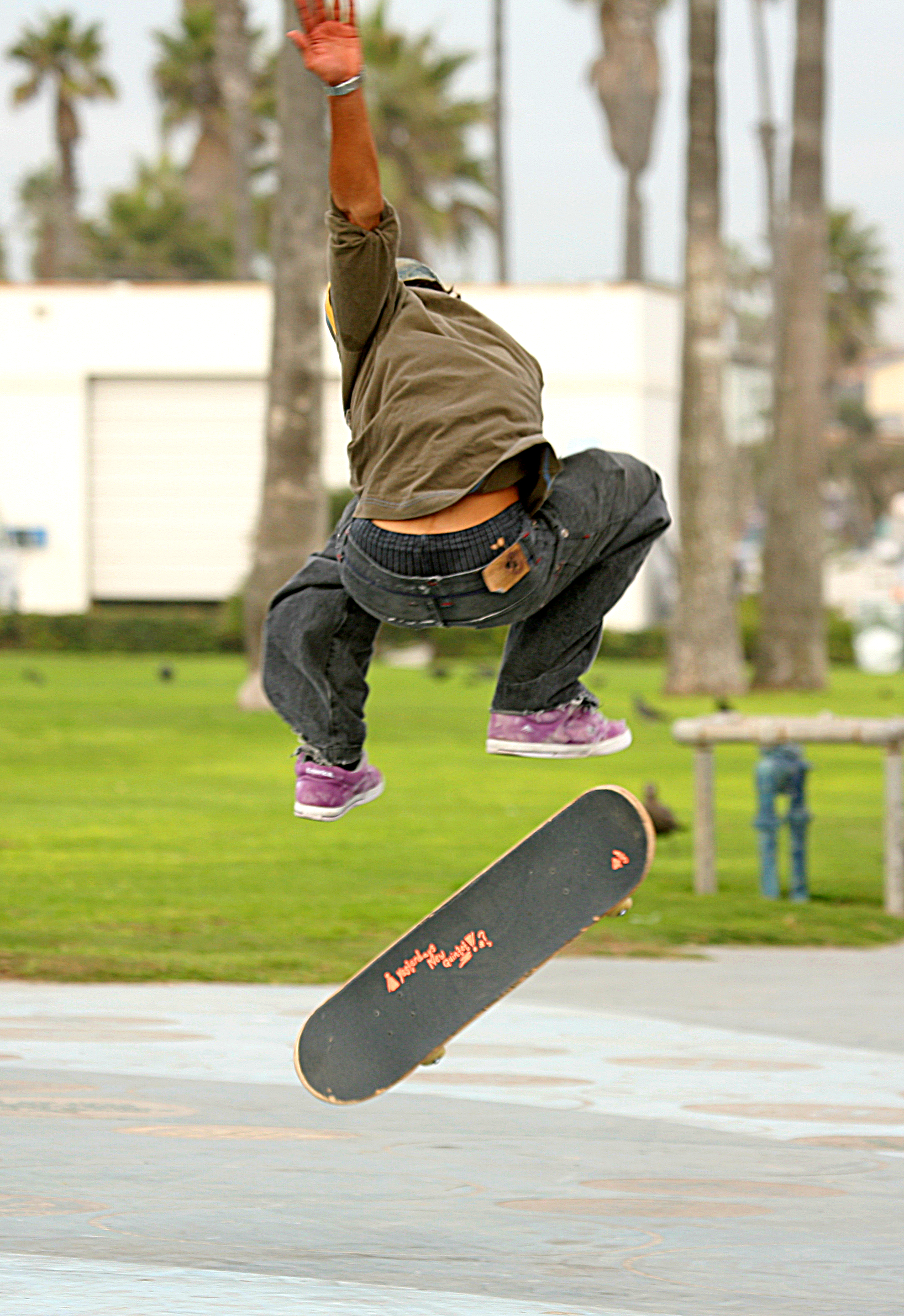
Skateboarder în aer

Skateboardingul a luat naștere în 1950 când, în California câțiva surferi au venit cu ideea de a încerca să practice surf pe stradă. Nimeni nu știa cu adevărat cum să construiască o placă adecvată așa că mai mulți oameni și-au unit ideile și a luat naștere skateboardul. Invenția este reclamată de mai mulți oameni, dar nimic nu poate fi dovedit clar.
Primii skateri au început cu bucăți de lemn, având atașate roți de role dedesubt. Era un sport care începea să fie descoperit. Acele lemne s-au transformat în scânduri și, în cele din urmă, companiile au început să producă plăci din straturi presate de lemn, similare plăcilor de azi.
În 1963, skateboardingul devenise deja foarte cunoscut și companii precum Jack’s, Hobie si Makaha au început să țină competiții de skate. În tot acest timp skateboardingul se practica ca downhill, slalom sau freestyle. Torger Johnson, Woody Woodward și Danny Berer erau unii dintre cei mai cunoscuți skateri ai vremii, dar ceea ce făceau arăta complet diferit față de ceea ce se practică în prezent. Stilul lor pe skate, numit “freestyle”, era asemănător cu baletul sau cu patinele pe un skate. În 1965, popularitatea skatebordingului a scăzut. Majoritatea oamenilor începuseră să accepte că skateboardingul era o modă trecătoare. Companiile de skateboard au dat faliment, iar cei care au continuat să practice sportul au trebuit să-și confecționeze singuri plăcile.
În ciuda aparențelor oamenii au continuat să se dea chiar dacă componentele erau greu de găsit și plăcile făcute acasă. Skaterii foloseau roti de lut care erau foarte periculoase și greu de controlat. În 1972, Frank Nasworthy a inventat roțile de urethan pentru skateboard, care erau similare cu cele de azi. Compania lui numită, Cadillac Wheels, și invenția a captat interesul pentru skateboarding printre surferi și cei tineri.
În vara anului 1975, skateboardingul a captat un avans uimitor spre sportul care este azi. În Del Mar, California un concurs de slalom și freestyle a avut loc la “Ocean Festival”. În acea zi Zephyr team a arătat lumii ce poate fi skateboardingul.
Zephyr Team era alcătuită din mulți membri, printre cei mai cunoscuți fiind: Tony Alva, Jay Adams și Stancy Peralta care au dus skateboardingul mai sus de un hobby și l-au transformat în ceva serios și distractiv.
În 1978, doar la câțiva ani de la popularitatea stilului “low-to-the-ground”, un skater numit Alan Gelfand (poreclit “Ollie”) a inventat o manevră care a oferit skateboardingului un alt salt evoluționar. El lovea cu piciorul din spate spatele skateboardului (tailul), sărind în sus împreună cu placa. Ollie-ul a luat naștere, un trick care a revoluționat complet skateboardingul. Majoritatea trickurilor de azi au la bază un ollie. Trickul încă îi poartă numele și Alan Gelfand a fost introdus în “Hall of Fame”-ul skateboardingului în 2002.

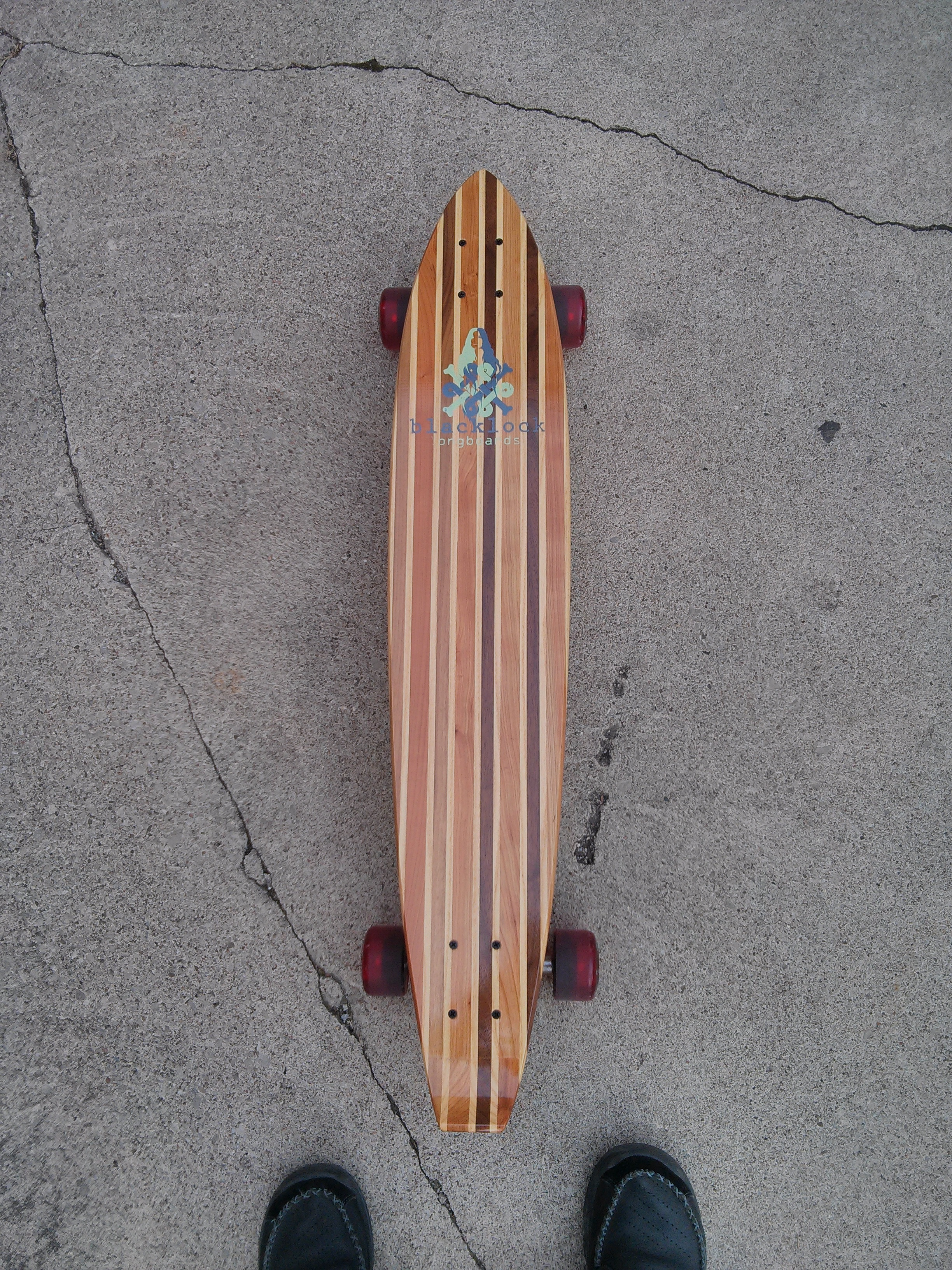
Skateboard

Din nefericire, la sfârșitul anilor 70′ skateboardingul a cunoscut o a doua prăbușire în popularitate.
Skate parkuri publice erau construite, dar skateboardingul fiind o activitate atât de periculoasă, rata accidentărilor a scăpat de sub control, ceea ce a dus la scăderea dramatică a numărului oamenilor ce foloseau parkurile, care în cele din urmă au fost închise.
Cu toate acestea skaterii au continuat să se dea. Prin anii 80′ skaterii au început să-și construiască propriile rampe acasă și să se dea pe orice puteau.
Skateboardingul începuse să devină mai mult o mișcare underground cu skateri care continuau să se dea, transformând orice loc în skate parkul lor.
În timpul anilor 80′, mai multe companii deținute de skateri au început să producă plăci. Asta oferea fiecărei companie posibilitatea de a fi creativă și a încerca noi stiluri și forme.
Tot în timpul anilor 80′ VNC a intrat în scenă și a deschis lumea skateboardingului oricui.
Stacey Peralta și George Powell au strâns rapid o echipă de skateri talentați pe care i-au numit “Bones Brigade” (Brigada Oaselor). Stacey avea un talent pentru filmat și în 1984 a filmat primul clip dintr-un lung șir de clipuri revoluționare pentru skateboarding, “The Bones Brigade Video Show”.
Echipa era alcătuită din: Steve Caballero, Tony Hawk, Mike McGill, Lance Mountain, Rodney Mullen, Stacy Peralta și Kevin Staab.
La sfârșitul anilor 80′ skateboardingul a început să își piardă din popularitate din nou.
Skateboardingul pe rampa (vert) și-a pierdut rapid popularitatea și majoritatea skaterilor se dădeau doar pe stradă (street skateboarding). De fiecare dată când skateboardingul își pierdea din popularitate, pierdea din ce în ce mai puțin, însă aceste fluctuații ale popularității au avut un impact foarte puternic asupra skaterilor pro.
La începutul anilor 90′ skateboardingul se practica mai mult pe stradă (street) când Mike Vallely și Natas Kaupas au intrat în scenă și au împins skateboardingul și mai sus.
Popularitatea skateboardingului a început să crească din nou în anii 90′, de data asta cu o atitudine mult mai riscantă datorită coincidenței creșterii curentului punk și deconectării sau frustrarea postmodernistă. Imaginea punkerului skater nervos a ieșit la suprafață tare și mandră.
Noua imagine nu a făcut decât să alimenteze popularitatea skateboardingului.
În 1995 ESPN au ținut primul concurs “Extreme Games” în Rhode Island. Primul X-Games a fost un succes uriaș care a tras skateboardingul mai aproape de interesul și acceptul populației generale.
Din anul 2000 skateboardingul cunoaște o creștere fenomenală captând interesul și atenția presei pretutindeni.
Beneficiile acestei creșteri sunt: schimbarea poziției sociale a skaterilor, banii care au fost investiți pentru crearea locurilor special amenajate (skatepark).